# Anamartus incognitus
Anamartus incognitus is een keversoort uit de familie bastaardglanskevers (Kateretidae). De wetenschappelijke naam van de soort werd in 1976 gepubliceerd door Jelínek.